# Zoedia v-album
Zoedia v-album är en skalbaggsart som först beskrevs av Jean Baptiste Boisduval 1835.  Zoedia v-album ingår i släktet Zoedia och familjen långhorningar. Inga underarter finns listade i Catalogue of Life.